# 阿齐兹普尔
阿齐兹普尔（Azizpur），是印度北方邦Agra县的一个城镇。总人口10008（2001年）。

## 人口
该地2001年总人口10008人，其中男性5432人，女性4576人；0—6岁人口2025人，其中男1084人，女941人；识字率41.10%，其中男性为50.68%，女性为29.72%。